# Algorytm symetryczny
Algorytm symetryczny (inne nazwy: algorytm konwencjonalny, algorytm z kluczem tajnym, algorytm z pojedynczym kluczem, algorytm z jednym kluczem) – algorytm kryptograficzny, który do szyfrowania i deszyfrowania tekstu jawnego wykorzystuje te same klucze. W przypadku, gdy do szyfrowania i deszyfrowania wykorzystywane są różne klucze, to jest możliwe wyznaczenie klucza szyfrującego z deszyfrującego i odwrotnie. Ujawnienie jednego z kluczy umożliwia odtworzenie zaszyfrowanej wiadomości.

## Kategorie algorytmów symetrycznych
Algorytmy symetryczne możemy podzielić na dwie główne kategorie:
- algorytmy strumieniowe – zwane także potokowymi; algorytmy te przetwarzają wiadomość po jednym bicie
- algorytmy blokowe – przetwarzają wiadomość blokami bitów.